# الیسا وگا
الیسا وگا (انگلیسی: Elisa Uga؛ زادهٔ ۲۷ فوریهٔ ۱۹۶۸) ورزشکار شمشیربازی اهل ایتالیا است.
وی در مسابقات کشوری و بین‌المللی در مجموع برندهٔ ۱ مدال نقره شده‌است.